# Bitka za Varšavo (1939)
Bitka za Varšavo je potekala med 24. in 28. septembrom 1939 in se je končala z nemško okupacijo poljskega glavnega mesta. 

## Zgodovina
Prvi boji za Varšavo je potekal že 20. septembra za predmestje Praga, toda sam neposreden napad na mesto se je začel 24. septembra s celodnevnim letalskim in artilerijskim bombardiranjem. 
Naslednjega dne se je ob 7:00 začel drugi krog obstreljevanj, pri čemer so letala odvrgla 560 ton rušilnih bomb in 72 ton zažigalnih bomb, kar predstavlja do tedaj najhujše letalsko bombardiranje v zgodovini. 26. septembra so nemške sile prodrle na jug Varšave in zasedle prvo in drugo obrambno linijo. Tega dne je poljski poveljnik Rómmel tudi zaprosil za začasno premirje, ki pa se je prekinlo naslednjega dne. Zaradi vse višjih izgub so poljski branilci kapitulirali 27. septembra ob 14:00; uradna kapitulacija pa je bila podpisana 28. septembra ob 13:15. Podpisala sta jo Kutrzeba in Blaskowitz.   
3. oktobra so nemške enote vkorakale v center Varšave; čez dva dni je potekala v centru mesta slavnostna parada, ki se je udeleži tudi Adolf Hitler. 